# 李清俊
李清俊（韓語：이청준，1939年8月9日—2008年7月31日）是一名韓國作家，共著有過百篇短篇作品及十三部小說。

## 生平
李清俊生於朝鮮全羅南道長興郡，1966年畢業於首爾國立大學，主修德國文學，在學期間，李清俊已經開始創作，1965年的處女作《退院》獲思想界文學新人獎，1967年則憑《白癡和傻子》獲東仁文學獎。其後更屢獲獎項，包括1978年獲李箱文學獎，1986年獲大韓民國文學獎，1990年獲怡山文學獎，1998年獲21世紀文學獎等。1993年，韓國導演林權澤將李清俊的《西便制》改編成電影。2008年，李清俊因肺癌逝世，終年68歲，死後南韓政府追封金冠文化勲章予李清俊。

## 資料
- 韓國著名小說家李清俊去世